# Buzkov
Buzkov je osada, část města Hluboká nad Vltavou v okrese České Budějovice v Jihočeském kraji. Nachází se asi 11,5 kilometru na severně od Hluboké nad Vltavou. Buzkov leží v katastrálním území Jeznice o výměře 6,07 km².

## Historie
První písemná zmínka o vesnici pochází z roku 1377.

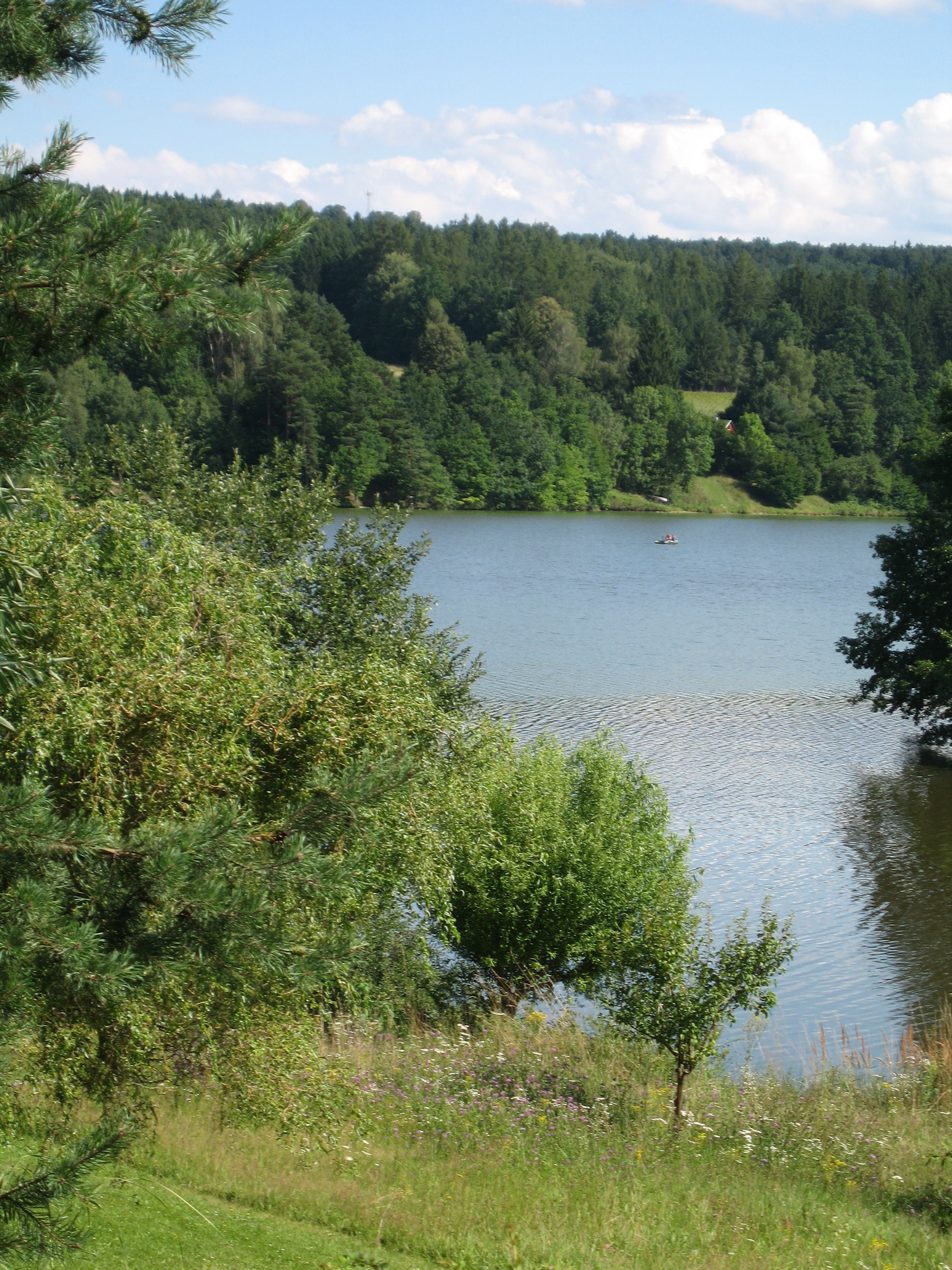
Pohled z Buzkova na nádrž Hněvkovice

Původní Buzkov (dříve též Buskov) bylo drobné sídlo přibližně kilometr západně od Jeznice, které leželo přímo na břehu Vltavy. V osadě byl například mlýn. Patřil k Purkarci, mezi lety 1580–1714 byl svobodným statkem ve vlastnictví Kropáčků. Buzkov, podobně jako severněji položené Jaroslavice, zcela zanikl z důvodů napuštění vodní nádrže Hněvkovice. Dnešní Buzkov je skupina rekreačních chat poblíž původního místa.

## Obyvatelstvo
| Rok            | 1869 | 1880 | 1890 | 1900 | 1910 | 1921 | 1930 | 1950 | 1961 | 1970 | 1980 | 1991 | 2001 | 2011 | 2021 |
| -------------- | ---- | ---- | ---- | ---- | ---- | ---- | ---- | ---- | ---- | ---- | ---- | ---- | ---- | ---- | ---- |
| Počet obyvatel | 58   | 53   | 54   | 38   | 43   | 47   | 35   | 24   | 26   | 19   | 11   | 0    | 0    | 0    | 2    |
| Počet domů     | 8    | 8    | 8    | 8    | 8    | 8    | 7    | 6    | 6    | 5    | 4    | 0    | 0    | 0    | 0    |

## Obecní správa
Při sčítání lidu v letech 1850–1902 Buzkov byl osadou obce Jaroslavice v okrese Budějovice. V letech 1902–1976 byl osadou obce Jeznice, se kterým patřil nejprve do okresu České Budějovice (v letech 1902–1910 Budějovice), ale v roce 1950 v okrese Týn nad Vltavou a od roku 1960 opět v okrese České Budějovice. Od 1. dubna 1976 do 30. června 1985 byl částí obce Purkarec v okrese České Budějovice. Od 1. července 1985 je částí města Hluboká nad Vltavou v okrese České Budějovice.

## Osobnosti
- Jan Šílený (1862–1934), stavitel lodí, zakladatel loděnice v Týně nad Vltavou